# Val-d’Auge
Val-d’Auge község Franciaország Új-Aquitania régiójában, Charente megyében. Új községként 2019. január 1-jén jött létre négy korábbi község: Auge-Saint-Médard, Anville, Bonneville és Montigné egyesítésével. Lakosainak száma 795 fő (2022. január 1.).

## Népesség
| Lakosok száma | 811  | 807  | 802  | 802  | 796  | 795  |
|               | 2017 | 2018 | 2019 | 2020 | 2021 | 2022 |